# Ким Ын Гук
Ким Ын Гук (кор. 김은국; род. 28 октября 1988, Пхеньян, КНДР) — северокорейский тяжелоатлет, чемпион Олимпийских игр 2012 года в категории до 62 кг.

## Карьера
В 2009 году стал серебряным призёром Восточно-Азиатских игр. В 2010 году стал вторым на Азиатских играх и взял золото на чемпионате мира. В 2011 году стал вице-чемпионом Азии и мира. На Олимпийских играх 2012 года выиграл золотую медаль, установив новый рекорд как олимпийских соревнований, так и мира.
Спортсмен установил несколько мировых рекордов. На Олимпийских играх в Великобритании в 2012 году — 327 кг по сумме упражнений. В 2014 году на Азиатских играх в Корее он улучшил своё достижение до 332 кг (рекорд перешёл в 2015 г. к Чэнь Лицзюну), на этих соревнованиях он установил рекорд и в рывке — 154 кг.
14 декабря 2015 года Ким Ын Гук был лишен серебра чемпионата мира в Хьюстоне и дисквалифицирован на 4 года после того, как допинг-тест спортсмена дал положительный результат на летрозол.